# Neusticurus bicarinatus
Neusticurus bicarinatus là một loài thằn lằn trong họ Gymnophthalmidae. Loài này được Linnaeus mô tả khoa học đầu tiên năm 1758.